# Ура (річка)
Ура (рос. Ура) — річка в Російській Федерації, що протікає в Мурманській області. Впадає в губу Ура Баренцевого моря. Довжина — 63 км, площа водозабірного басейну — 1030 км². Головна притока — річка Аннин.